# 登山家山脈

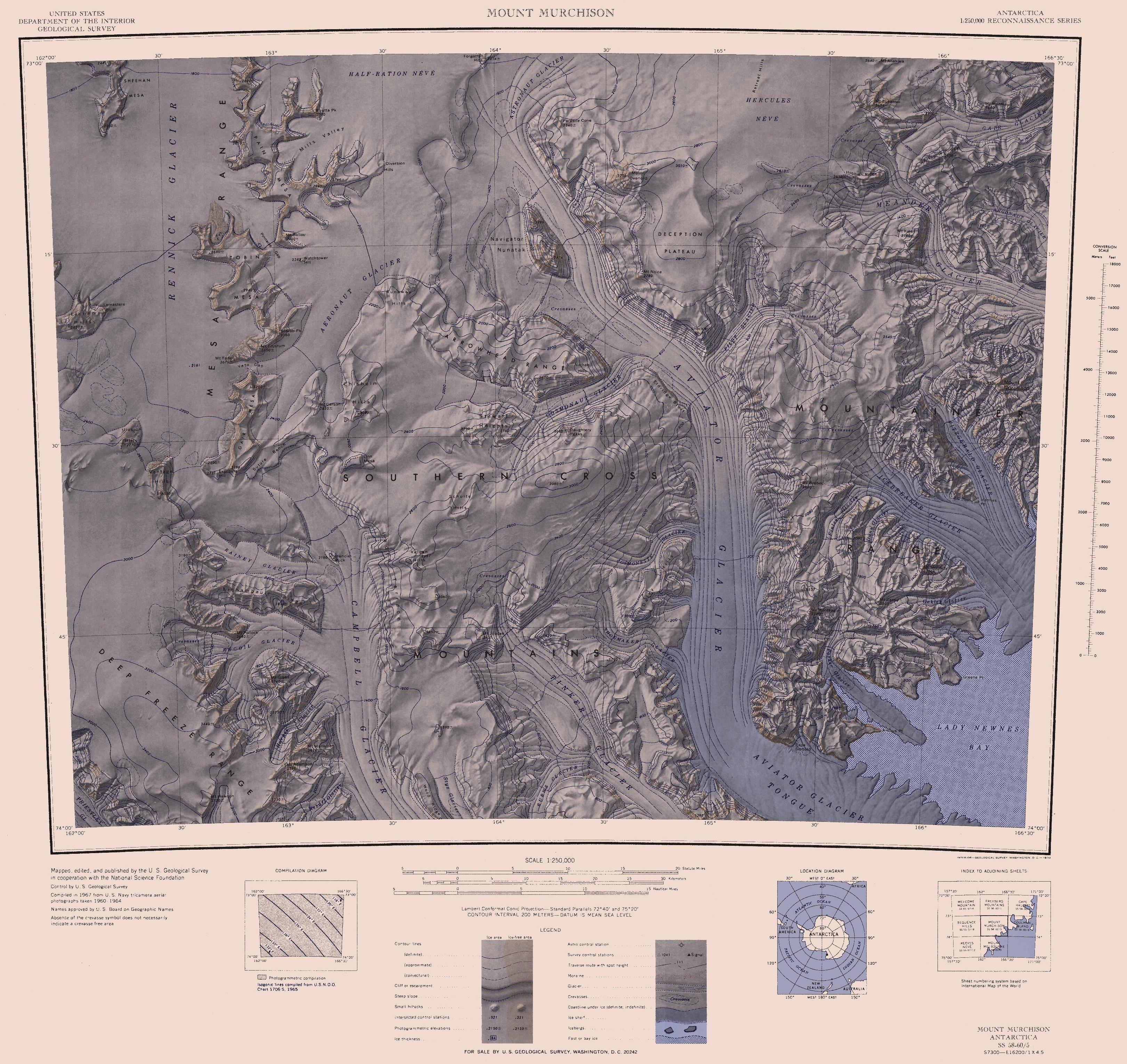

登山家山脈（英語：Mountaineer Range）是南極洲的山脈，位於維多利亞地，處於馬里納冰川和飛行員冰川之間，最高點海拔高度3,500米，該山脈在1841年1月由英國探險家詹姆斯·克拉克·羅斯發現。
73°28′S 166°15′E / 73.467°S 166.250°E